# 이상룡 (1911년)
이상룡 (李相龍, 1911년 ~ 1968년)은 대한민국의 정치인이었다. 본관(本貫)은 전의(全義)이며, 순국 열사(殉國 烈士) 이한응(李漢應, 1874년 9월 21일 ~ 1905년 5월 12일)의 아들(嗣子)로 생부(生父)는 이한승(李漢昇)이다.

제5대 경상남도 도지사(1953.10.21∼1957.2.14), 제15대 내무부 차관(1957.2.14 ~ 1957.10.18)을 역임하고 제4대 국회의원(민의원)을 지냈다.
1968년 고혈압으로 인해 서울시 마포구 서교동 자택에서 사망하였다.

## 업적
- 서울고등상업 졸업
- 산청군 내무과장
- 밀양군수
- 창원군수
- 경남도 상공과장
- 진주부윤
- 경남도 내무국장
- 경남도지사
- 내무부차관 (1957)
- 제4대 민의원 (1958-1960, 부산서구 갑)
- 내무위원회 위원장 (1959.10~1960.7)

1. ↑  전의이씨성보(全義李氏姓譜)에는 생년월일이 1911년 9월 12일로 기록되어 있으나 선거관리위원회 당선인명부에서는 1912.05.02생으로 되어 있다.
2. ↑  “이상용 부고 기사”.